# Metaxia metaxa
Metaxia metaxa is een slakkensoort uit de familie van de Triphoridae. De wetenschappelijke naam van de soort is voor het eerst geldig gepubliceerd in 1828 door Stefano Delle Chiaje.